# Kantai Collection
Kantai Collection (艦隊これくしょん Kantai Korekushon?, lit. "Colección de Flotas"), abreviado como KanColle (艦これ KanKore?), es un juego social de cartas en línea gratuito japonés desarrollado por Kadokawa Games. El juego se lanzó el 23 de abril de 2013. Hay 2 millones de jugadores registrados en Japón. Se ha anunciado una serie de anime para televisión y un juego para PlayStation Vita. 

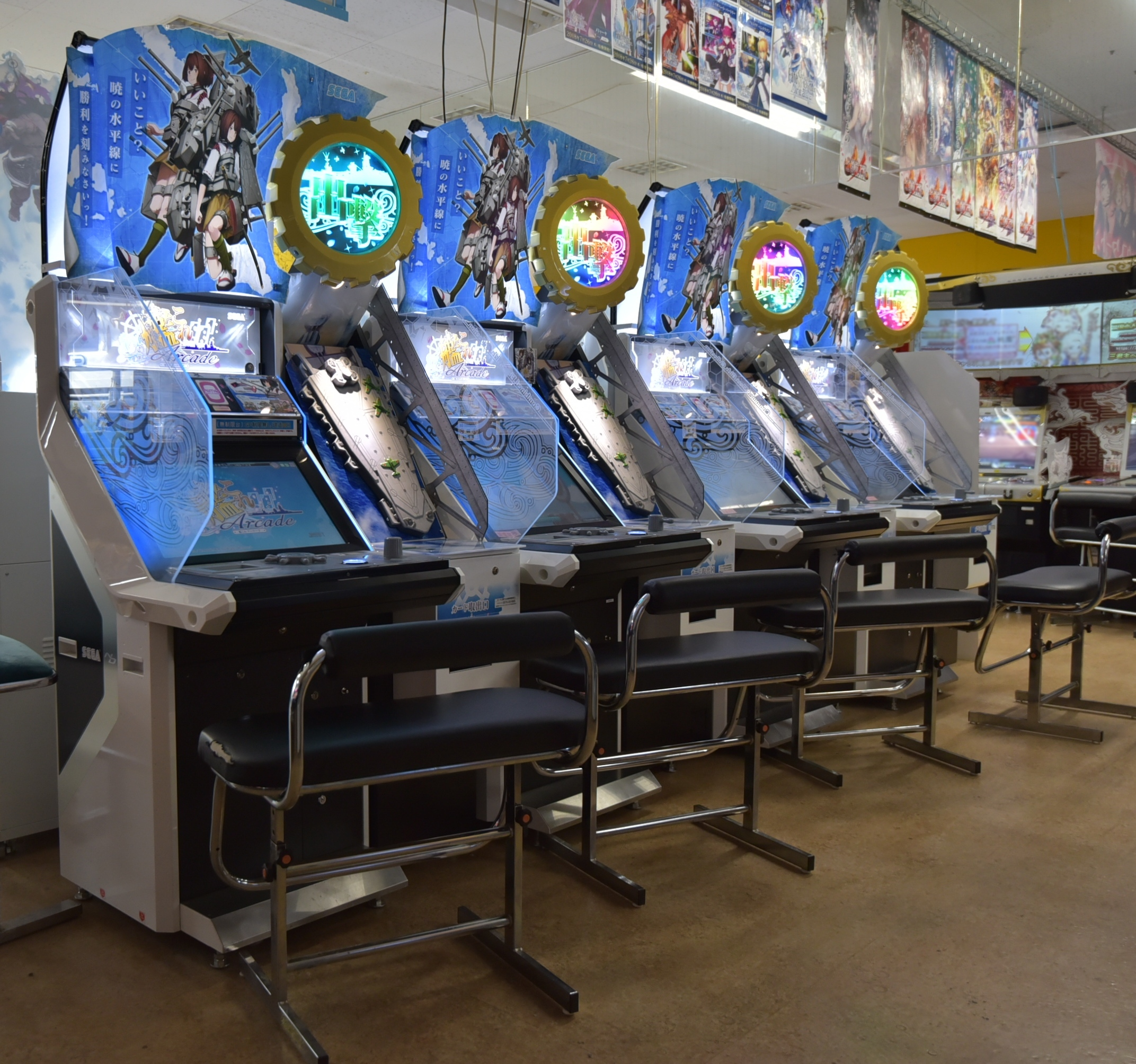
Cabinas de Kantai Collection en un salón recreativo en Japón.

Una segunda temporada producida por el estudio de anime ENGI se estrenará en el transcurso del año 2022.

## Descripción del Juego
En el juego, el jugador asume el rol de un almirante (提督 teitoku?), reúne y organiza hasta cuatro flotas de "chicas barco" (艦娘 kanmusu?) (chicas moe gijinka basadas en barcos y submarinos de la Armada Imperial Japonesa) y combate flotas enemigas de barcos de guerra alienígenas. Las "chicas barco" son representadas como cartas con diferentes atributos. Su apariencia, características físicas y personalidades se correlacionan de alguna forma con los buques de la vida real (por ejemplo: barcos con gran desplazamiento suelen estar representados con chicas de grandes pechos, con algunas excepciones).
Los combates son principalmente automatizados, y acciones manuales de parte del jugador incluyen gestiones como construir y reparar barcos, equipamiento, entre otros, y también formaciones de combate y opciones como retirarse o continuar una incursión.
El jugador progresa a través del juego avanzando por mapas, ganando experiencia al derrotar flotas enemigas (entre otras opciones), obteniendo nuevas chicas barco mientras repara y reabastece de munición y combustible a las que ya tenga, y completando misiones y expediciones para conseguir recursos. Puede crear nuevo equipamiento, permitiendo a las chicas barco equipar diferentes armamentos dependiendo de la situación.
Construcción, reabastecimiento y reparación de barcos y equipamiento se basan en cuatro tipos diferentes de recursos, llamados combustible, munición, acero y bauxita, los cuales aumentan según pasa el tiempo, o por medio de la realización de incursiones, misiones y expediciones.
Las kanmusu son capaces de volverse más fuertes a medida que ganan experiencia y suben de nivel tras las batallas, y también pueden ser remodeladas a modelos más avanzados. Los barcos extra que no necesites pueden ser "dados de comer" a otros barcos mediante un proceso llamado "modernización" (近代化改修 kindaika kaishu?), el cual otorga atributos extra a un barco a cambio de perder otro. Los barcos pueden acumular fatiga tras realizar varias incursiones, lo cual se traduce en atributos reducidos. Esto puede solucionarse dejando descansar a las chicas unos minutos, o usando un objeto (generalmente de pago) para quitarles el cansancio instantáneamente. Cuando las chicas son dañadas, sus iconos empiezan a soltar humo y sus ropas se aprecian dañadas y desgarradas. Si su durabilidad (o vida) llega a cero, se considera como hundida, y el jugador perderá a esa chica barco. Los jugadores no pueden resucitar chicas barco que hayan perdido, aunque existe un equipamiento especial que permite devolverla a la vida una vez, tras lo cual este objeto se pierde (aunque no es difícil de conseguir, la disponibilidad gratuita de este objeto es escasa, y normalmente habría que pagar por conseguirlo).
Los jugadores pueden elegir entrar en batalla contra las flotas de otros jugadores reales de su mismo servidor mediante el menú de prácticas de batalla. Los jugadores también pueden competir entre ellos mediante clasificaciones mensuales (actualizadas dos veces al día) ordenados por puntuaciones que hayan conseguido ese mes (dichas puntuaciones son básicamente la cantidad de experiencia que hayan conseguido ese mes). Los jugadores en los puestos más altos a final de cada mes reciben equipamientos raros como premio.
A 15 de diciembre de 2013, hay 15 servidores en línea, cada uno nombrado tras una base naval japonesa de la época de la 2.ª Guerra Mundial. Mientras que el juego no requiere de ningún tipo de pago monetario, bonificaciones especiales pueden ser obtenidas a través de diferentes tipos de pagos (bitcoin, paypal, tarjeta de crédito, etc), como muelles de reparación extra, expansiones para el número máximo de barcos que el jugador puede tener (100 por defecto) y otros objetos consumibles.
Actualmente el juego está pensado para ser jugado exclusivamente por una audiencia japonesa, con una interfaz exclusivamente en japonés. En la actualidad, el juego no puede ser jugado fuera de Japón sin el uso de una red privada virtual; sin embargo, la utilización de dichos métodos de acceso están en contra de los términos de uso de DMM.com. Desde agosto de 2013, registros de nuevos jugadores sólo están disponibles mediante loterías periódicas, debido a la sobrecarga de los servidores por el gran número de nuevos registrantes.

### Tipos de barcos
Destructores

Son navíos de bajo coste, con una coraza débil, pero con gran versatilidad en movimiento y fuerza de ataque. Ideales para expediciones por su bajo consumo. Destacan como antisubmarinos y en combates nocturnos.
- Yuudachi
- Shimakaze

Cruceros ligeros

Son más grandes que los destructores y tan versátiles como éstos al poder equiparse con artillería más pesada y de mayor alcance, y en algunos hasta hidroaviones. Tienen una coraza algo más fuerte y pueden usarse en ataques a corta y a larga distancia. Letales de noche y contra submarinos. A destacar los CLT, capaces de lanzar ataques con torpedos devastadores hasta contra los navíos más pesados..
- Ooi y Kitakami (CLT)
- Yubari

Cruceros pesados

Una coraza fuerte y resistente es su principal característica. Rango de movimiento muy bajo y son débiles frente a submarinos debido a ser únicamente para ataques de larga distancia.
- Haguro
- Takao

Portaaviones

Ideales para ataques de precisión y para dar superioridad aérea a tu flota durante los combates, lo que permite dobles ataques. Ineficaces durante la noche y con un coste de construcción y mantenimiento elevado.
- Akagi
- Ryujou

Acorazados

Más potentes que los cruceros pesados, tienen una gran fuerza de ataque, son muy resistentes y tienen la coraza más fuerte del juego. Son excelentes para los ataques durante el día y débiles durante la noche. Excelentes para el combate directo.
- Kongou
- Nagato

Submarinos

Excelentes para combatir a cualquier navío salvo otros submarinos. Son las unidades que menos consumen combustible y munición del juego, lo que los hace ideales para las misiones diarias y expediciones.
- I-58
- I-168

### Anime
Una serie de anime para televisión ha sido anunciada en enero de 2015, Manteniendo el elenco de seiyuus del juego.
La serie será animada por el estudio Diomedéa, y tendrá a Fubuki como personaje principal, estando la historia basada en su punto de vista.
Será dirigida por Keizou Kusakawa, y el guion lo escribirá Jukki Hanada.
Una segunda temporada se anunció para el año siguiente, pero aún no se sabe en que fecha saldrá.
Opening Theme
"Miiro (海色)" by AKINO with bless4 (eps 2-12)
Ending Theme
1. 1: "Miiro (海色)" by AKINO from bless4 (ep 1)
2. 2: "Fubuki (吹雪)" by Shiena Nishizawa (eps 2, 4-12)
3. 3 "Let's not say "good-bye"" by Akagi, Kaga, Zuikaku, Kongou, Shimakaze, Fubuki (Saki Fujita, Yuka Iguchi, Iori Nomizu, Nao Touyama, Ayane Sakura, Sumire Uesaka) (ep 3)

### KanColle Kai
Un juego de PlayStation Vita llamado KanColle Kai (艦これ改?) fue anunciado durante el Kadokawa Game Studio Media Briefing 2013 Autumn, y su lanzamiento está previsto para 2014. El juego será el segundo título creado independientemente por Kadokawa Game Studio, tras Natural Doctrine.